# بوكور
بوكور (بالإندونيسية: Bogor)‏ هي مدينة تقع في جاوة الغربية بإندونيسيا، ويقدر عدد سكانها بـ 950,334 نسمة.
كانت بوكور عاصمة إندونيسيا إبان الاحتلال البريطاني، كما استخدمت كعاصمة من قبل الهولنديين حين كانت تعرف باسم بويتنزورج. يحيط بالمدينة عدة جبال منها «جننج جيدي»، و«جننج سالاك». في جنوب المدينة توجد مزارع كبيرة للشاي. يعود تاريخ المدينة للعام 450 ق.م. حينما كانت جزء من تارماناجارا، المملكة الهندوسية الأولى في جاوة، والثانية في إندونيسيا بشكل عام بعد مملكة كوتاي بكليمنتان. وبعدها عاصمة مملكة سوندا وكانت تُسمى باكاكارن،اللغة السائدة في المدينة هي السوندية.
تقع بوغور على أحد الطرق الرئيسية بين جاكرتا وباندونغ، يبلغ عدد سكانها حوالي 800,000 نسمة في احياء المدينة و2،000,000 في الضواحي، أي ما مجموعه 3 ملايين السكان. يوجد ببوغور القصر الرئاسي السابق، ويوجد بها حديقة الغزلان وحديقة النباتات كوبون رايه في وسط المدينة حيث يوجد فيها أضخم وأندر زهره في العالم رفلسيا ويصل طولها إلى متر.
كانت خلال الحقبة الاستعماريه منطقة زراعة الشاي في (جبل ماس)- قونوق سلق، كما كانت هناك مزارع البن القريبة في سوكابومى ومزارع المطاط قرب جيهنجور
يطلق على بوغور «مدينة المطر»، جوها معتدل ورطب دائما لوفرة الأمطار في كل الاوقات حتى خلال موسم الجاف.

## المناخ
يظهر الجدول التالي التغييرات المناخية على مدار السنة لبوكور:
| البيانات المناخية لـبوكور         | البيانات المناخية لـبوكور | البيانات المناخية لـبوكور | البيانات المناخية لـبوكور | البيانات المناخية لـبوكور | البيانات المناخية لـبوكور | البيانات المناخية لـبوكور | البيانات المناخية لـبوكور | البيانات المناخية لـبوكور | البيانات المناخية لـبوكور | البيانات المناخية لـبوكور | البيانات المناخية لـبوكور | البيانات المناخية لـبوكور | البيانات المناخية لـبوكور |
| الشهر                             | يناير                     | فبراير                    | مارس                      | أبريل                     | مايو                      | يونيو                     | يوليو                     | أغسطس                     | سبتمبر                    | أكتوبر                    | نوفمبر                    | ديسمبر                    | المعدل السنوي             |
| --------------------------------- | ------------------------- | ------------------------- | ------------------------- | ------------------------- | ------------------------- | ------------------------- | ------------------------- | ------------------------- | ------------------------- | ------------------------- | ------------------------- | ------------------------- | ------------------------- |
| متوسط درجة الحرارة الكبرى °م (°ف) | 28.3 (82.9)               | 28.5 (83.3)               | 29.3 (84.7)               | 30.0 (86.0)               | 30.2 (86.4)               | 30.3 (86.5)               | 30.5 (86.9)               | 30.9 (87.6)               | 31.2 (88.2)               | 30.7 (87.3)               | 30.1 (86.2)               | 29.6 (85.3)               | 30.0 (86.0)               |
| المتوسط اليومي °م (°ف)            | 24.7 (76.5)               | 24.6 (76.3)               | 25.0 (77.0)               | 25.5 (77.9)               | 25.5 (77.9)               | 25.2 (77.4)               | 25.2 (77.4)               | 25.3 (77.5)               | 25.6 (78.1)               | 25.4 (77.7)               | 25.4 (77.7)               | 25.4 (77.7)               | 25.2 (77.4)               |
| متوسط درجة الحرارة الصغرى °م (°ف) | 21.1 (70.0)               | 20.8 (69.4)               | 20.7 (69.3)               | 21.0 (69.8)               | 20.8 (69.4)               | 20.2 (68.4)               | 19.9 (67.8)               | 19.7 (67.5)               | 20.0 (68.0)               | 20.2 (68.4)               | 20.7 (69.3)               | 21.3 (70.3)               | 20.5 (68.9)               |
| الهطول مم (إنش)                   | 442 (17.4)                | 378 (14.9)                | 385 (15.2)                | 428 (16.9)                | 354 (13.9)                | 225 (8.9)                 | 216 (8.5)                 | 240 (9.4)                 | 295 (11.6)                | 390 (15.4)                | 378 (14.9)                | 355 (14.0)                | 4٬086 (161)               |
| المصدر: Climate-Data.org          |                           |                           |                           |                           |                           |                           |                           |                           |                           |                           |                           |                           |                           |

## توأمة
لبوكور اتفاقيات توأمة مع كل من:
- سانت لويس
- غودولو
- شنجن

## أعلام
- دولف فان دير ناغل
- ردن صالح
- سيد حسين العطاس
- دومينيك جاك دي إيرينز
- هاينريش كوهل
- كاسبر فان أوفريم
- ديرك ساندرز
- ماكس هيني
- إد سول
- عبد الله بن نوح

## وصلات خارجية
- الموقع الرسمي